# Henry Hasenpflug
Siegfried Henry Hasenpflug (* 3. September 1948 in Radeburg) ist ein sächsischer politischer Beamter. Er war von 2001 bis 2010 Regierungspräsident bzw. Präsident der Landesdirektion des Direktionsbezirkes Dresden. Von Dezember 2010 bis November 2014 war Hasenpflug Staatssekretär im Sächsischen Staatsministerium für Wissenschaft und Kunst.

## Leben
Hasenpflug erhielt in der DDR eine Berufsausbildung mit Abitur zum Maschinenbaufacharbeiter. Im Anschluss absolvierte er ein Lehrerstudium an der Pädagogischen Hochschule „Karl Friedrich Wilhelm Wander“ Dresden in der Fachkombination Geographie/Mathematik. Es folgten fünf Jahre Tätigkeit als Fachlehrer.
Ab 1976 widmete sich Hasenpflug Forschung und Lehre im Bereich Geographie wiederum an der PH Dresden. Er promovierte 1982 und habilitierte 1990 zu sozial- und wirtschaftsgeographischen Fragestellungen.
Bei der Umstrukturierung der sächsischen Universitätslandschaft 1992 wechselte er als Referent in das im Aufbau befindliche Sächsische Staatsministerium des Innern. Zuletzt war er dort Referatsleiter und als Leiter der Projektgruppe Kommunalreformen für die Umsetzung der Gemeindegebietsreform in Sachsen verantwortlich. Zum 1. Februar 1998 wurde Hasenpflug Präsident des Statistischen Landesamtes des Freistaates Sachsen in Kamenz. Als Präsident schloss er den Aufbau der Behörde ab und trieb die weitere Modernisierung voran.
Hasenpflug wurde am 1. Januar 2001 zum Regierungspräsidenten des Regierungspräsidiums Dresden als Nachfolger von Helmut Weidelener berufen. Sein Name erschien in der Presse bei Entscheidungen seiner Behörde zugunsten des Baus der Waldschlößchenbrücke in Dresden seit 2006. Nach dem von einer Kabinettsumbildung in Thüringen initialisierten Wechsel von Hansjörg König als Staatssekretär in das Sächsische Finanzministerium wurde Hasenpflug im Dezember 2010 zu dessen Nachfolger als Staatssekretär im Sächsischen Staatsministerium für Wissenschaft und Kunst ernannt, welches Amt er bis zu seinem Eintritt in den Ruhestand per 30. November 2014 innebehielt.
Hasenpflug ist Vater von drei Kindern und lebt in Radeburg. Er war von 1994 bis 1999 Präsident des Verbandes Sächsischer Carneval und ist seitdem Ehrenpräsident. Weiterhin ist er Vorsitzender des Vereins der Freunde und Förderer der Offizierschule des Heeres e. V.
Darüber hinaus ist Hasenpflug seit vielen Jahren Teilnehmer der Tour der Hoffnung e.V. und Kuratoriumsvorsitzender des Sonnenstrahl e.V. Dresden Förderkreis für krebskranke Kinder und Jugendliche.